# Charles Smith (företagare)
Carl "Charles" Axel Smith, född 10 december 1852 i Ekeby socken, Östergötland, död 9 december 1925 i Berkeley, Kalifornien, var en svenskamerikansk företagare.
Charles Smith var son till livgrenadjären Anders Wild. Han kom 1867 till USA med sina föräldrar. Familjen slog sig ned i Minneapolis, där Smith gick i skola och 1872–1873 studerade vid Minnesota universitet. Han var 1873–1878 biträde i före detta guvernören John S. Pillsburys järnhandel i Minneapolis. Med Pillsbury som kompanjon byggde Smith 1878 ett spannmålsmagasin och öppnade en brädgård och en järnaffär i Herman, Minnesota. Under namnet C. A. Smith & Co. utvidgades affärsrörelsen och omfattade även försäljning av lantbruksmaskiner. 
1884 bildade kompanjonerna en trävarufirma i Minneapolis och fem år senare drog sig Pillsbury tillbaka. Företaget blev snart det största i Minnesota och hade även stora brädgårdar i North Dakota. 1887 förvärvades ett sågverk, vilket dock snart ödelades av eld, varför firman 1890 köpte in sig i Clough & Kilgore sågverk i Minneapolis. En omorganisering företogs 1893, varvid C. A. Smith Lumber Company grundades. Ett dotterbolag bildades 1898 för inköp av stora skogsområden i Kalifornien och Oregon, och i början av 1900-talet ägde Smith väldiga skogsdomäner. Han anlade 1906 ett sågverk i Coos Bay, Oregon som på sin tid ansågs vara världens största, och senare två stora sågverk i Marschfield, Oregon. Före 1907 kontrollerade Smith egendom till 40 miljoner dollars värde. Första världskriget medförde dock stora förluster. 
Smith deltog även aktivt i politiken, bland annat som delegat vid republikanska nationalkonventet i Minneapolis 1892 och var 1896 och 1900 presidentelektor. Han stödde även svenskar i USA, bland annat donerade han stora summor till Augustana College, Gustavus Adolphus College och Bethany College. Under många år var han direktör i Svenskamerikanska nationalbanken i Minneapolis. 1908–1914 var han svensk konsul i Minneapolis. Han var 1909–1915 skattmästare vid Lutherska kyrkans generalråd och 1908–1913 förtroendeman vid University of Minnesota.